# Panamerikanische Spiele 2019/Leichtathletik – 50 km Gehen der Frauen
Das 50-km-Gehen der Frauen bei den Panamerikanischen Spielen 2019 fand am 11. August am Kennedy Park in der peruanischen Hauptstadt Lima statt. Der Wettbewerb war zum ersten Mal im Programm.
10 Geherinnen aus fünf Ländern traten zu dem Wettbewerb an. Die Goldmedaille gewann Johana Ordóñez nach 4:11:12 h, Silber ging an Mirna Ortiz mit 4:15:21 h und die Bronzemedaille gewann Paola Pérez mit 4:16:54 h.

## Rekorde
| Weltrekord | Liang Rui | 4:04:36 h | Taicang, Volksrepublik China | 5. Mai 2018 |

## Ergebnis
11. August 2019, 7:00 Uhr
| Platz | Athletin         | Land               | Zeit (h)   |
| ----- | ---------------- | ------------------ | ---------- |
|       | Johana Ordóñez   | Ecuador            | 4:11:12 PR |
|       | Mirna Ortiz      | Guatemala          | 4:15:21    |
|       | Paola Pérez      | Ecuador            | 4:16:54    |
| 4     | Viviane Lyra     | Brasilien          | 4:22:46 PB |
| 5     | Elianay da Silva | Brasilien          | 4:29:33 PB |
| 6     | Mayra Herrera    | Guatemala          | 4:30:52 SB |
| 7     | Yoci Caballero   | Peru               | 4:31:33 PB |
| 8     | Evelyn Inga      | Peru               | 4:36:36    |
| 9     | Stephanie Case   | Vereinigte Staaten | 4:50:31    |
|       | Katie Burnett    | Vereinigte Staaten | DNF        |